# Schroeder Spur
Schroeder-udløber (71°38′S 160°30′Ø / 71.633°S 160.500°Ø) er en stor bjergudløber syd for Edwards Gletsjer og den parallelle Thompson-udløber i den sydlige ende af Daniels Range, Usarpbjergene, på Antarktis. Den blev kortlagt af United States Geological Survey (USGS) ud fra undersøgelser og U.S. Navys luftfoto fra 1960 til 1963 og navngivet af Advisory Committee on Antarctic Names (US-ACAN) efter Lauren A. Schroeder, som var biolog for United States Antarctic Research Program (USARP) ved McMurdo Station i perioden 1967-68.